# Arne Clausen
Arne Clausen (1923-1977) er en norsk kunstner, som står bag "lotusmønsteret" fra 1960'erne.
Arne Clausen blev i begyndelsen af 1950'erne ansat på den norske virksomhed Cathrineholm A/S, hvor han var med til at fremstille brugs- og pyntegenstande i transparent emalje på rustfrit stål.
I 1960'erne valgte Cathrineholm at dekorere en række nye produkter med lotusmønsteret, som Arne Clausen havde designet i sin fritid i 1963.
Den danske virksomhed Lyngby Porcelæn fik øjnene op for mønsteret, som de fik tilladelse til at bruge på en række af deres porcelænsprodukter.
I foråret 2012 relancerede den danske virksomhed Lucie Kaas, i samarbejde med Arne Clausens familie, lotus mønsteret på en nogle af deres keramiske skåle.